# Louis Blanc

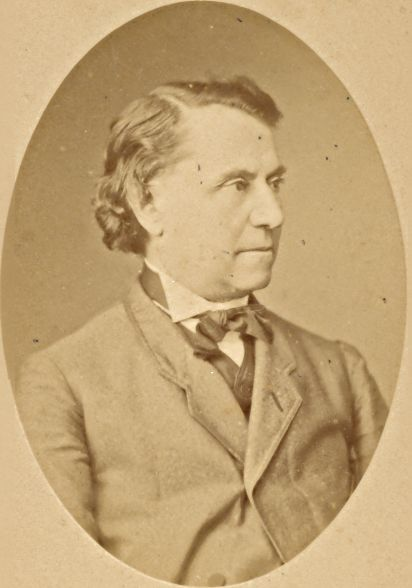
Louis Blanc

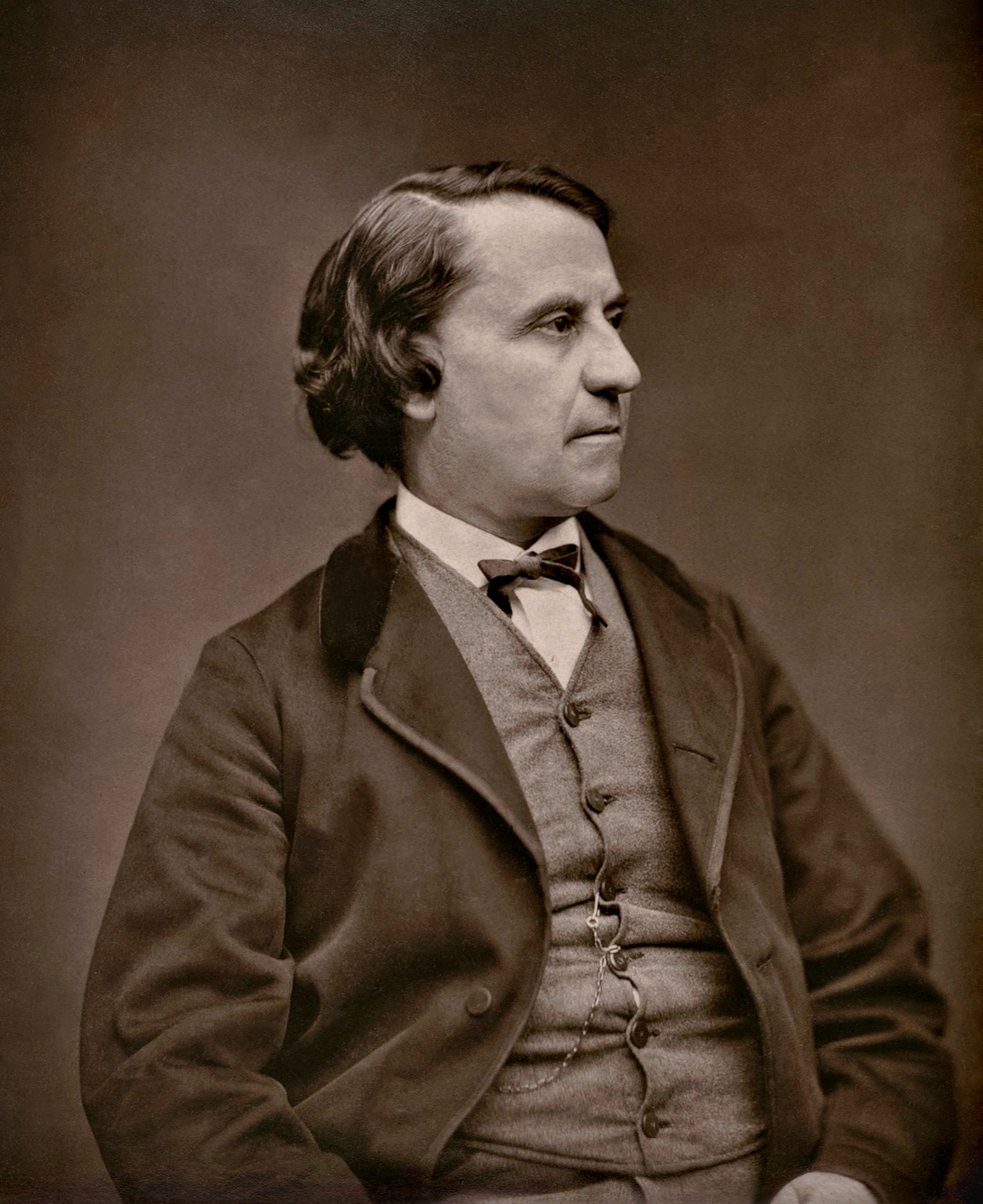
1874/1877

Jean-Joseph-Charles-Louis Blanc (* 29. Oktober 1811 in Madrid; † 6. Dezember 1882 in Cannes) war ein französischer utopischer Sozialist und Begründer der Sozialdemokratie.
Er suchte die Auswirkungen des Kapitalismus (wie etwa Arbeitslosigkeit) durch eine Reform der Wirtschaft zu mildern, welche sich auf die politische Vorherrschaft der Arbeiterklasse stützt. Sein 1839 veröffentlichtes Hauptwerk Organisation der Arbeit (L’organisation du travail) ist noch heute von Bedeutung, als es erstmals ein Recht auf Arbeit als Bürger- bzw. Menschenrecht ausspricht.

## Leben
Blancs Vater war Beamter im spanischen Finanzministerium zu Zeiten des spanischen Königs Joseph Bonaparte. Nach dem Sturz Napoléons I. verarmte die Familie.
Louis Blanc besuchte von 1821 bis 1830 das Gymnasium in Rodez. Anschließend zog er nach Paris, um einer journalistischen Tätigkeit nachzugehen. Nachdem er in diesem Beruf erfolglos war, nahm er zunächst eine Stelle als Hauslehrer bei einem in Arras ansässigen Großindustriellen an. Ab 1834 betätigte er sich erneut in Paris als Journalist und Schriftsteller. Von 1839 bis 1842 war Blanc Chefredakteur und Herausgeber der Revue du Progrès politique, social et litteraire. In denselben Funktionen wirkte er von 1841 bis 1848 bei der Revue indépendente und arbeitete außerdem ab 1843 für La Réforme.
Während der Februarrevolution von 1848 wurde er Vorsitzender des Arbeiterparlaments und Arbeitsminister; doch blieben seine Reformversuche (Aufkauf von Bergwerken und Eisenbahnen, Zentralisierung des Versicherungswesens, Gründung von Genossenschaften, Abschaffung der durch den Markt geregelten Preise, sogenannte Nationalwerkstätten zur Beschäftigung von Arbeitslosen) zum großen Teil erfolglos. Auf seine Ideen zur Preisbindung geht die auch heute in Frankreich noch teilweise übliche Preiskontrolle für bestimmte Grundnahrungsmittel zurück. Nach der Niederschlagung der Revolution von 1848 musste er bis 1870 ins Exil gehen, zunächst in Belgien, später in England. Seine letzten Jahre verbrachte er zum Teil als Abgeordneter in der Nationalversammlung, in der er der äußeren Linken angehörte, sich aber gegen die Pariser Kommune aussprach. Er galt in dieser Zeit als politischer Mentor für die damals jungen Abgeordneten Jean Jaurès und Georges Clemenceau.

## Werke
- Organisation du travail (1839), Bureau de la Société de l’Industrie Fraternelle, Paris, 1847, 5. Auflage
  - Deutsche Übersetzung von Robert Prager: Organisation der Arbeit. Prager, Berlin 1899 (Digitalisat).
- Histoire de dix ans, 1830–1840, Pagnerre, Paris, 1842, 2. Auflage, Google Book
- Histoire de la révolution française, Lacroix, Paris, 1878, 2. Auflage, 15 Bände
- mit Jacques Crétineau-Joly: La contre-révolution, partisans, vendéens, chouans, émigrés 1794–1800
- Lettres sur l’Angleterre (1866–1867)
- Dix années de l’Histoire de l’Angleterre (1879–1881)
- Questions d’aujourd’hui et de demain (1873–1884).